# Michael Constantine
Michael Constantine, pseudonimo di Constantine Joanides (Reading, 22 maggio 1927 – Reading, 31 agosto 2021), è stato un attore statunitense, di origini greche.

## Filmografia parziale

### Cinema
- Le otto celle della morte (The Last Mile), regia di Howard W. Koch (1959)
- Lo spaccone (The Hustler), regia di Robert Rossen (1961)
- Island of Love, regia di Morton DaCosta (1963)
- Ragazze sotto zero (Quick Before It Melts), regia di Delbert Mann (1964)
- Beau Geste, regia di Douglas Heyes (1966)
- Hawaii, regia di George Roy Hill (1966)
- Spie oltre il fronte (In Enemy Country), regia di Harry Keller (1968)
- Skidoo, regia di Otto Preminger (1968)
- Se è martedì deve essere il Belgio (If It's Tuesday, This Must Be Belgium), regia di Mel Stuart (1969)
- Rapporto a quattro (Justine), regia di George Cukor (1969)
- Come ti dirotto il jet (Don't Drink the Water), regia di Howard Morris (1969)
- Boon il saccheggiatore (The Reivers), regia di Mark Rydell (1969)
- Una valigia piena di dollari (Peeper), regia di Peter Hyams (1976)
- La nave dei dannati (Voyage of the Damned), regia di Stuart Rosenberg (1976)
- L'ultimo inganno (Deadfall), regia di Christopher Coppola (1993)
- My Life - Questa mia vita (My Life), regia di Bruce Joel Rubin (1993)
- Il giurato (The Juror), regia di Brian Gibson (1996)
- L'occhio del male (Thinner), regia di Tom Holland (1996)
- Il mio grosso grasso matrimonio greco (My Big Fat Greek Wedding), regia di Joel Zwick (2002)
- Il mio grosso grasso matrimonio greco 2 (My Big Fat Greek Wedding 2), regia di Kirk Jones (2016)

### Televisione
- Corruptors (Target: The Corruptors) – serie TV, episodio 1x10 (1961)
- The New Breed – serie TV, episodio 1x05 (1961)
- I detectives (The Detectives) – serie TV, episodio 3x06 (1961)
- Ben Casey – serie TV, episodio 2x02 (1962)
- Dakota (The Dakotas) – serie TV, episodio 1x04 (1963)
- Indirizzo permanente (77 Sunset Strip) – serie TV, episodio 6x13 (1963)
- The Greatest Show on Earth – serie TV, episodio 1x14 (1963)
- Sotto accusa (Arrest and Trial) – serie TV, episodi 1x05-1x22 (1963-1964)
- La grande avventura (The Great Adventure) – serie TV, episodio 1x25 (1964)
- Gli inafferrabili (The Rogues) – serie TV, episodio 1x03 (1964)
- Ai confini della realtà (The Twilight Zone) – serie TV, episodio 5x26 (1964)
- Slattery's People – serie TV, episodio 1x03 (1964)
- Il virginiano (The Virginian) – serie TV, episodi 4x11-6x16-8x11 (1965-1969)
- I giorni di Bryan (Run for Your Life) – serie TV, episodio 1x25 (1966)
- I sentieri del west (The Road West) – serie TV, episodio 1x11 (1966)
- Le spie (I Spy) – serie TV, 2 episodi (1966)
- Iron Horse – serie TV, episodio 2x02 (1967)
- The Danny Thomas Hour – serie TV, episodio 1x22 (1968)
- Le strade di San Francisco (The Streets of San Francisco) – serie TV, 1 episodio (1973)
- Room 222 – serie TV, 113 episodi (1969-1974)
- Ellery Queen – serie TV, episodio 1x15 (1976)
- Autostop per il cielo (Highway to Heaven) – serie TV, episodio 2x12 (1985)
- MacGyver – serie TV, 2 episodi (1985-1987)
- La signora in giallo (Murder, She Wrote) – serie TV, episodi 1x18-5x06 (1985-1988)
- Cold Case - Delitti irrisolti (Cold Case) – serie TV, 1 episodio (2007)

## Doppiatori italiani
Nelle versioni in italiano delle opere in cui ha recitato, Michael Constantine è stato doppiato da:
- Dario De Grassi in La signora in giallo (ep. 5x06), Law & Order - I due volti della giustizia (ep. 4x19)
- Gianni Vagliani in Ellery Queen
- Giorgio Gusso in La nave dei dannati
- Piero Tiberi in La renna
- Gino Pagnani in La signora in giallo (ep. 1x19)
- Franco Zucca in Law & Order - I due volti della giustizia (ep. 2x15)
- Pietro Biondi in My Life - Questa mia vita
- Luciano De Ambrosis ne Il giurato
- Mimmo Craig in L'occhio del male
- Pietro Ubaldi in WW3 - La terza guerra mondiale
- Elio Zamuto in Cold Case - Delitti irrisolti
- Carlo Baccarini ne Il mio grosso grasso matrimonio greco
- Bruno Alessandro ne Il mio grosso grasso matrimonio greco 2